# Stara Bystrzyca (gromada)
Stara Bystrzyca(od 31 XII 1961 Nowa Bystrzyca) – dawna gromada, czyli najmniejsza jednostka podziału terytorialnego Polskiej Rzeczypospolitej Ludowej w latach 1954–1972.
Gromady, z gromadzkimi radami narodowymi (GRN) jako organami władzy najniższego stopnia na wsi, funkcjonowały od reformy reorganizującej administrację wiejską przeprowadzonej jesienią 1954 do momentu ich zniesienia z dniem 1 stycznia 1973, tym samym wypierając organizację gminną w latach 1954–1972.
Gromadę Stara Bystrzyca z siedzibą GRN w Starej Bystrzycy utworzono – jako jedną z 8759 gromad na obszarze Polski – w powiecie bystrzyckim w woj. wrocławskim, na mocy uchwały nr 11/54 WRN we Wrocławiu z dnia 2 października 1954. W skład jednostki weszły obszary dotychczasowych gromad Stara Bystrzyca, Nowa Bystrzyca i Zalesie ze zniesionej gminy Stara Bystrzyca w tymże powiecie. Dla gromady ustalono 13 członków gromadzkiej rady narodowej.
31 grudnia z gromady Stara Bystrzyca wyłączono część obszaru wsi Stara Bystrzyca (parcele z karty mapy 5 nr 348–433, z karty mapy 6 nr 371, 375, 377, 414, 415, 418/1, 419, 420, 428, 430, 431, 434 i 436–504), włączając ją do miasta Bystrzycy Kłodzkiej  w tymże powiecie; do gromady Stara Bystrzyca włączono natomiast obszar zniesionej gromady Młoty tamże, po czym gromadę Stara Bystrzyca zniesiono, przenosząc siedzibę GRN ze Starej Bystrzycy do Nowej Bystrzycy i zmieniając nazwę jednostki na gromada Nowa Bystrzyca.